# Preitenegg
Preitenegg là một thị xã ở huyện Wolfsberg bang Carinthia, Áo. Đô thị này có diện tích km², dân số thời điểm năm 2016 là 957 người.